# Grâce-Montegnée
Grâce-Montegnée is een voormalige gemeente in de Belgische provincie Luik.

## Geschiedenis
Op de Ferrariskaart uit de jaren 1770 worden het dorp Grace en de gehuchten Bierleux en Montegnée weergegeven. Op het eind van het ancien régime ontstond de gemeente Grâce-Montegnée die Grâce en de gehuchten Berleur en Montegnée omvatte.
De gemeente werd in 1846 opgesplitst in de nieuwe gemeenten Grâce-Berleur en Montegnée.